# Deutsche Allgemeine Zeitung

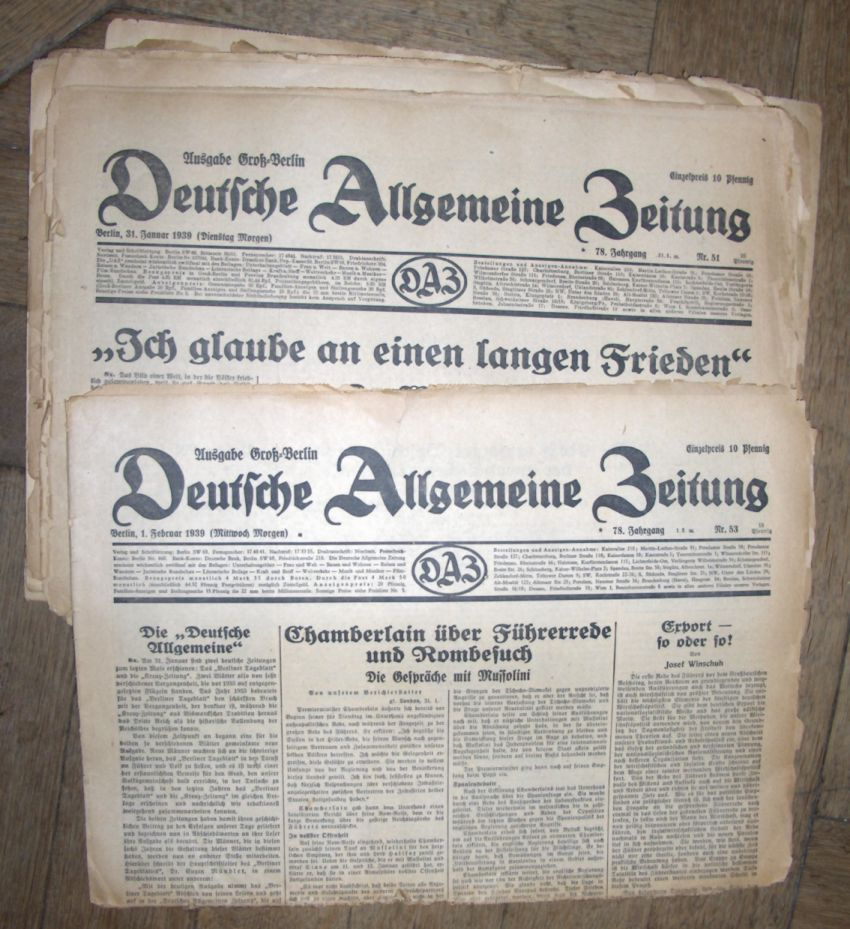
DAZ, edizioni del 1939

Deutsche Allgemeine Zeitung (spesso abbreviato in DAZ) è stato un quotidiano tedesco pubblicato a Berlino tra il 1861 e il 1945.

## Storia
Fino al 1918 il titolo del giornale era Norddeutsche Allgemeine Zeitung. Sebbene Wilhelm Liebknecht, uno dei fondatori di SPD e stretto collaboratore di Karl Marx e Friedrich Engels, fu membro del comitato editoriale fondatore nel 1861, il quotidiano divenne presto un fiore all'occhiello conservatore della stampa tedesca (Bismarcks Hauspostille). Alla fine della prima guerra mondiale, il nome fu cambiato in Deutsche Allgemeine Zeitung, con l'intenzione di formare un equivalente conservatore e democratico del quotidiano britannico The Times in Germania e dare al Reich un'immagine più democratica. A quel tempo vari scrittori liberali e conservatori lavoravano per DAZ, Otto Flake era a capo della sezione culturale (chiamata "Feuilleton" sui giornali tedeschi), persone come lo storico Egmont Zechlin, il giornalista tedesco-turco Friedrich Schrader e il suo collega svizzero di Costantinopoli Max Rudolf Kaufmann hanno lavorato per il giornale.
Hugo Stinnes rilevò la DAZ nel 1920 nel tentativo di garantire l'influenza degli industriali. Stinnes investì nel giornale e godette di un breve periodo di successo finanziario. La DAZ divenne sempre più conservatrice. Paul Lensch, un ex socialdemocratico di sinistra associato a Rosa Luxemburg, in seguito durante la parte di guerra dell'ala destra "Lensch-Cunow-Haenisch-Gruppe" all'interno del DOCUP (a sua volta associato e finanziato dal rivoluzionario socialista tedesco-russo-ebreo Aleksandr L'vovič Parvus), divenne redattore di politica estera, e successivamente redattore capo di DAZ, che curò fino alla sua morte nel 1926.
Dopo la morte di Lensch, fino a quando il giornale fu un sostenitore conservatore della coalizione di Weimar (Stinnes era associato a Gustav Stresemann e al suo DVP), il quotidiano divenne, come il DVP stesso, sempre più ala destra e più vicino alla Hugenberg Press e a circoli antidemocratici di destra.
Dopo la morte di Stinnes e Lensch, il governo Prussiano acquistò segretamente il DAZ in 1925. Meno di un anno dopo, il governo del Reich lo prese in consegna, ma fu venduto di nuovo quando l'affare venne alla luce.
Dal 1930, il DAZ subì un veloce declino e forti perdite economiche.